# Teodoro Iradier y Herrero

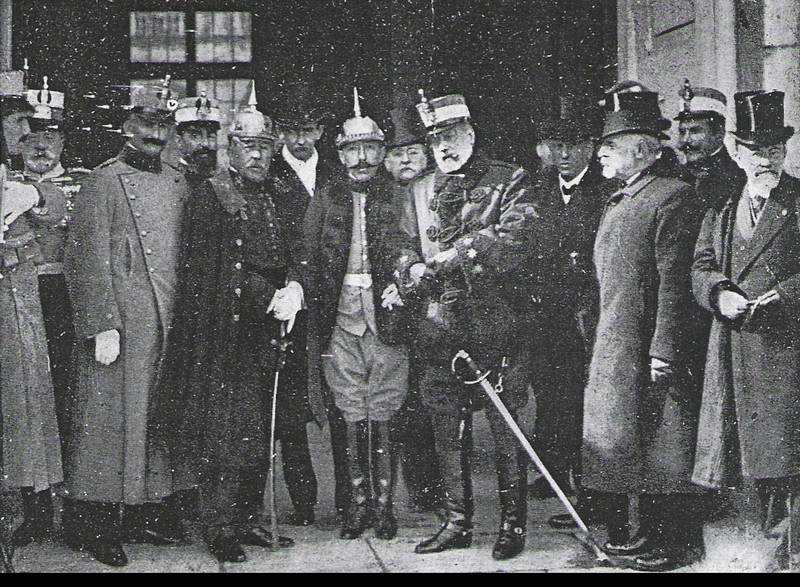
Comité Directivo de los Exploradores de España (1913). Teodoro Iradier en el centro.

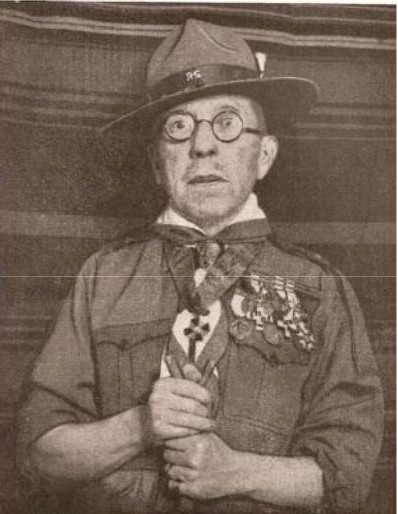
Teodoro Iradier con uniforme de explorador rover en 1936. Revista La Patrulla n.º 91.

Teodoro Iradier y Herrero (Vitoria, 20 de agosto de 1868 - Madrid, 24 de febrero de 1940) fue un militar y escritor español, fundador de los Exploradores de España.  Era sobrino de Manuel de Iradier y Bulfy, explorador de los territorios del Golfo de Guinea.

## Biografía
En 1887 ingresó en el ejército como soldado voluntario de infantería en el Batallón Cazadores de Estella n.º 14 de guarnición en Vitoria. De agosto de 1888 hasta finales de agosto de 1890 estuvo en la Academia General Militar de Toledo,  donde inició su formación para la carrera militar y la Academia de Caballería de Valladolid, donde terminó los estudios el 9 de marzo de 1892.
Junto con el publicista Arturo Cuyás Armengol formó en 1911 el comité organizador de los Exploradores de España, al tiempo que promovía, gracias a sus contactos en el Ejército, numerosos comités locales de Exploradores en varias ciudades. El 30 de julio de 1912 se aprueban los estatutos y reglamentos de la Asociación de Exploradores de España, el equivalente a la asociación inglesa de escultismo, siendo elegido presidente de la misma. El 11 de agosto del mismo año se constituye la primera tropa de Exploradores de España en Vitoria, considerándose esta fecha el inicio oficial del escultismo en España.
Su dedicación a la juventud ya fue patente durante nueve años de actividad en el Colegio de Santiago para huérfanos del Arma de Caballería.
Por su relación personal con el monarca Alfonso XIII, a cuya Casa Militar fue agregado por Real Orden de 27 de febrero de 1913, consiguió la adhesión del mismo al proyecto de los Exploradores, lo que explica su rápida propagación en los primeros años. Otra Real Orden de 3 de julio de ese mismo año le nombraba Ayudante Honorario del rey.
Como capitán de Caballería, director de la «Revista de Caballería».
Forzado por las presiones externas de la jerarquía eclesiástica, que criticaba con dureza el escultismo,  y por conflictos internos provocados por el entorno de Alfonso XIII, que veía con cierto desagrado demasiada complicidad entre el rey y un simple capitán de Caballería, presentó su dimisión irrevocable como secretario-comisario de los Exploradores. Uno de los bulos más incisivos fue su presunta militancia en la masonería,  sobre la cual no existen registros, referencias personales, ni pruebas.
En 1917 fundó los Hidalgos de la Patria, agrupación patriótica y autoeducadora de juventudes seleccionadas, que ofrecía «iniciativas para la formación de nuestro pueblo ideal».
El 7 de junio de 1920 fue ascendido a teniente coronel de Caballería. En junio de 1921 fue comisionado para desplazarse a Francia, Suiza, Italia y Portugal, en viajes de estudios que duraron hasta noviembre de 1922. El 7 de agosto de 1921 recibió la Placa de la Orden de San Hermenegildo.
Durante la Dictadura de Primo de Rivera escribió el Catecismo del ciudadano, en el que, según Eduardo González Calleja, «con una estructura muy similar a los libros de doctrina católica que debían memorizar los niños, se recogían los principios básicos de la política primorriverista, como la patria, el patriotismo o la ciudadanía, definida como el cumplimiento de los deberes y el ejercicio de los derechos que las leyes fundamentales del Estado marcan a los españoles.» El Directorio militar distribuyó el libro por todas las escuelas de España. Por otro lado, la experiencia de los Exploradores de España fue tenida en cuenta por la comisión que elaboró el proyecto que daría nacimiento al Servicio Nacional de Educación Física, Ciudadana y Premilitar, como modelo de institución ideal para el desarrollo de sus finalidades.
Se retiró voluntariamente del servicio activo en el Ejército a la edad de 55 años, según Real Orden de 13 de noviembre de 1923, y fijó su residencia en Madrid.
Al inicio de la guerra civil española en julio de 1936 es encarcelado por no presentarse al ejército republicano, siendo liberado en marzo de 1938 con una salud delicada. En abril de 1939 es encarcelado de nuevo, por el bando nacional, acusado de colaborar con los republicanos.
A lo largo de su vida recibió numerosas distinciones, como la Cruz del Mérito militar, la Cruz especial del profesorado, la de Caballero de la Legión de Honor de Francia, la de la Orden de Santiago, la de la Orden militar de San Benito de Avis de Portugal y la Orden de caballería de Santa Ana de Rusia.

## Obra
- El servicio militar obligatorio y la regeneración, 1898;
- El patriotismo y su influencia en la guerra, 1901;
- Servicios especiales de la caballería, premiada en el Certamen Internacional celebrado por la revista «Anales del Ejército y de la Armada»
- El fusil ametrallador, D.R.S.: Ideas alemanas sobre la importancia y empleo de la caballería;
- ¿Ametralladoras o fusiles ametralladoras?, premiada en certamen internacional;
- La caballlería en los ejércitos modernos, premiada en certamen internacional, 1907;
- Nueve meses entre los jinetes franceses, organización e instrucción de la caballería francesa, 1908;
- Notas de un viaje a Melilla;
- Los Exploradores de España: (Boy scouts Españoles) Estatutos y Reglamento interior provisionales, 1912;
- Hacia un nuevo tipo de español: planteamiento de un problema de educación nacional, Librería de los sucesores de Hernando, 1917;
- Hidalgos de la Patria (Hacia ideales nacionales), Folleto N.º 1, Estatutos y Reglamento, Tip. de la "Revista de Archivos, Bibliotecas y Museos", 1917.
- Catecismo del ciudadano, encargada por el Directorio Militar, 1923.